# 姜興隆
姜興隆（1928年—?），香港電影剪接師，長期效力於邵氏電影公司。1958年第五屆亞洲影展，姜興隆以李翰祥導演的《貂蟬》獲「最佳剪接」。1959年第六屆亞洲影展，姜興隆以《江山美人》獲「最佳剪接」。1960年第七屆亞洲影展以《後門》獲「最佳剪接」。1961年第八屆亞洲影展以《千嬌百媚》獲「最佳剪接」。1962年第1屆金馬獎以《楊貴妃》獲「最佳剪接」。1963年第2屆金馬獎以《梁山伯與祝英台》獲「最佳剪接」。1966年第4屆金馬獎以《大地兒女》獲「最佳剪接」。1979年第16屆金馬獎以《冷血十三鷹》獲「最佳剪接」。